# Nowosiółki (Tomaszów Lubelski)
Pour les articles homonymes, voir Nowosiółki.
Nowosiółki (prononciation [nɔvɔˈɕuu̯kʲi]) (en ukrainien : Новосілки, Novosilky) est un village de la gmina de Telatyn, du powiat de Tomaszów Lubelski, dans la voïvodie de Lublin, situé dans l'est de la Pologne, près de la frontière avec la Biélorussie.

## Administration
De 1975 à 1998, le village était attaché administrativement à l'ancienne voïvodie de Zamość.

Depuis 1999, il fait partie de la nouvelle voïvodie de Lublin.

## Galerie
Quelques vues du village

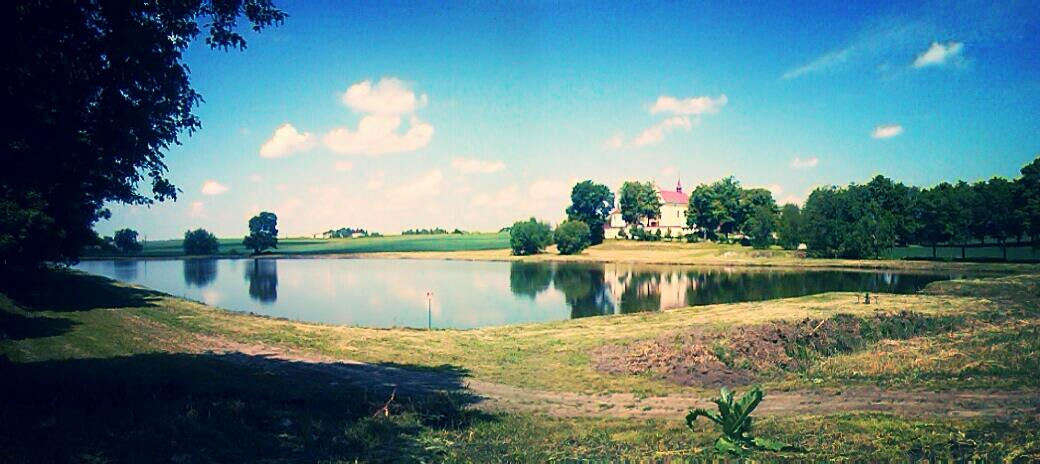
Panorama
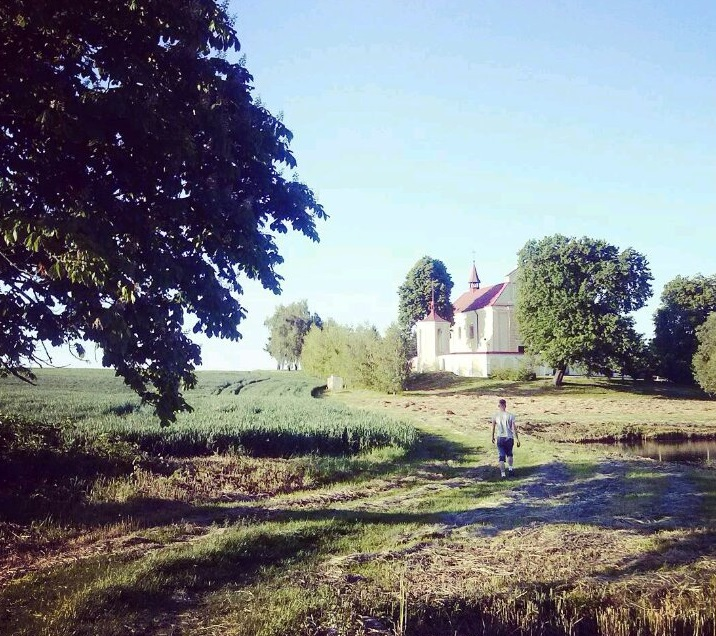
Église